# Wayne Knight
Pour les articles homonymes, voir Knight.
Wayne Knight est un acteur et humoriste américain né le 7 août 1955 à New York.
Acteur de seconds rôles reconnu dans les années 1990 au cinéma dans des films dramatiques comme JFK et Basic Instinct, ou plus légers comme Jurassic Park et Space Jam, il est également populaire durant cette période à la télévision grâce à ses rôles dans des sitcoms, étant l'agaçant voisin Newman (en) dans Seinfeld (1992-1999) et l'officier Don Orville dans Troisième planète après le Soleil (1996-2001).
Wayne Knight prête sa voix de manière occasionnelle à des personnages, dont notamment à Tantor dans le film d'animation Tarzan (1999), à Al McWhiggin dans le film d'animation Toy Story 2 (1999), l'empereur Zurg dans la série d'animation Les Aventures de Buzz l'Éclair (2000-2001), ou encore au Baron Von Sheldgoose dans la série d'animation La Légende des Trois Caballeros (2018).

## Biographie

### Jeunesse
Fils de William Edward Knight et de Grace Monti, Wayne Eliot Knight naît à New York, avant de déménager à Cartersville, en Géorgie, avec sa famille. Il fait ses études à l'université de Géorgie. À l'université, son professeur lui a dit qu'il ne serait jamais acteur.

### Carrière
Dans les années 1990, s'enchaînent les rôles dans des films importants, tel que : JFK, Basic Instinct, Jurassic Park (dans le rôle de Denis Nedry), où le réalisateur Steven Spielberg le choisit après l'avoir vu dans la scène interrogatoire de Basic Instinct.
À la télévision, il joue dès 1992, l'ennemi juré de Jerry Seinfeld dans la série Seinfeld, la même année dans la série télévisée humoristique The Edge au côté de Jennifer Aniston et en 1996 dans la série Troisième planète après le Soleil.
En 1997, il prête sa voix à Demetrius dans le film Hercule, 50e long-métrage d'animation studios Disney.
En 1999, il prête sa voix à l'éléphant Tantor dans le film Tarzan, 59e long-métrage d'animation des studios Disney ainsi qu'au vendeur de jouets Al McWhiggin dans le film Toy Story 2 des studios Pixar,. Il ne délaisse pas l'univers de Toy Story, puisqu'il prête sa voix de 2000 à 2001 à l'infâme empereur Zurg dans la série d'animation Les Aventures de Buzz l'Éclair.
Depuis 2019, il prête sa voix au méchant de DC Comics, le Pingouin, dans la série d'animation Harley Quinn, première série centrée sur le personnage éponyme créée en 1992.

### Vie privée
Knight a épousé la maquilleuse Paula Sutor le 26 mai 1996 lors d'une cérémonie tenue dans la maison de Michael Richards, l'acteur tenant le rôle de Kramer dans Seinfeld. Le couple a divorcé en décembre 2003. Il a épousé Clare de Chenu le 15 octobre 2006, ensemble ils ont un fils. Il est démocrate, il a assisté à la Convention nationale démocrate de septembre 2012 pour soutenir la réélection du président Barack Obama.

## Filmographie

### Cinéma

#### Films
- 1979 : The Wanderers : membre d'un gang
- 1984 : The Sex O'Clock News : Bill Wright
- 1985 : Double Negative : ?
- 1986 : Prise (Forever, Lulu) d'Amos Kollek : Stevie
- 1987 : Dirty Dancing d'Emile Ardolino : Stan
- 1988 : Everybody's All-American : Fraternity Pisser
- 1989 : Né un 4 juillet : Official #2 - Democratic Convention
- 1991 : Un privé en escarpins (V.I. Warshawski) de Jeff Kanew : Earl « Bonehead » Smeissen
- 1991 : Dead Again de Kenneth Branagh : Piccolo Pete Dugan
- 1991 : JFK d'Oliver Stone : Numa Bertel
- 1992 : Basic Instinct de Paul Verhoeven : John Correli
- 1993 : Jurassic Park de Steven Spielberg : Dennis Nedry
- 1995 : Chameleon (en) de Michael Pavone : Stuart Langston
- 1995 : Prête à tout (To Die For) de Gus Van Sant : Ed Grant
- 1996 : Space Jam de Joe Pitka : Stan Podolak
- 1997 : Les Sexton se mettent au vert (For Richer or Poorer) de Bryan Spicer : Bob Lachman
- 1998 : Soundman : Tim (voix)
- 1999 : Mon Martien bien-aimé (My Favorite Martian) de Donald Petrie : Zoot, Martin's Talking Space Suit (voix)
- 1999 : Pros and Cons : Wayne le garde
- 2001 : Cash Express (Rat Race) de Jerry Zucker : Zack Mallozzi
- 2003 : Treize à la douzaine (Cheaper by the Dozen) de Shawn Levy : l'électricien
- 2004 : Black Cloud de Rick Schroder : M. Tipping
- 2008 : Punisher : Zone de guerre (Punisher : War Zone) de Lexi Alexander : Linus Lieberman / Microchip
- 2016 : Ave, César ! (Hail, Cesar !) de Joel et Ethan Coen : le figurant à la harpe
- 2018 : Blindspotting de Carlos López Estrada : Patrick
- 2020 : The Very Excellent Mr. Dundee de Dean Murphy : Wayne
- 2021 : 12 Mighty Orphans de Ty Roberts : Frank Wynn
- 2022 : Darby and the Dead de Silas Howard : Mel

#### Films d'animation
- 1997 : Hercule (Hercules) : Demetrius the Pot Maker
- 1998 : Le Petit Grille-pain courageux : Objectif Mars (The Brave Little Toaster Goes to Mars) : Microwave (vidéo)
- 1999 : Toy Story 2 : Al
- 1999 : Hercules: Zero to Hero : Orthus (vidéo)
- 1999 : Tarzan : Tantor
- 2004 : Bob l'éponge, le film : Plancton
- 2005 : Dinotopia : À la recherche de la roche solaire (Dinotopia: Quest for the Ruby Sunstone) : Thudd
- 2008 : Scooby-Doo et la Créature des ténèbres : le fantastique magicien Krudsky
- 2016 : Kung Fu Panda 3 : Big Fun / Hom-Lee
- 2021 : Retour au bercail (Back to the Outback) : Platypus

### Télévision

#### Téléfilms
- 1982 : For Lovers Only : Video Game Fanatic
- 1992 : Trois Semaines à Jérusalem (Lahav Hatzui) : Tommy White
- 1992 : T Bone N Weasel : Roy Kramp
- 1994 : Golden Gate : Arthur Genopopoulos
- 2002 : Bleacher Bums : Zig
- 2002 : Master Spy: The Robert Hanssen Story : Walter Ballou

#### Séries télévisées
- 1985 : Assaulted Nuts : Various
- 1992-1998 : Seinfeld : Newman (44 épisodes)
- 1992-1993 : The Edge : plusieurs personnages
- 1993 : The Second Half : Robert Piccolo
- 1996-2001 : Troisième planète après le Soleil (3rd Rock from the Sun) : l'officier Don Orville (101 épisodes)
- 2001 : That '70s Show : l'ange (saison 4, épisode 1)
- 2005 : Catscratch : Mr. Blick (20 épisodes)
- 2010 : Bones : Jimmy Walpert (saison 6, épisode 7)
- 2010-2011 : Hot in Cleveland : Rick (5 épisodes)
- 2011 : Torchwood : Brian Friedkin (saison 4, 3 épisodes)
- 2016 : Startup : Benedict (3 épisodes)
- 2017 : Narcos : l'avocat Starkman (saison 3, épisodes 3 et 6)
- 2018 : La Vérité sur l'affaire Harry Quebert : Benjamin Roth (10 épisodes)
- 2018 : New York, unité spéciale : Grigor (saison 19, épisode 18)

#### Séries d'animation
- 1998 : Toonsylvania : Igor (18 épisodes)
- 2000 : Les Aventures de Buzz l'Éclair :  empereur Zurg (17 épisodes)
- 2003 : Xiaolin Showdown :  Dojo Kanojo Cho (52 épisodes)
- 2003 : Rolie Polie Olie : James Hickenbottom[réf. nécessaire]
- 2018 : La Légende des Trois Caballeros : Baron Von Sheldgoose (13 épisodes)
- 2019 : Harley Quinn : Oswald Cobblepot / Le Pingouin (2 épisodes - en cours)
- 2020 : Infinity Train : Marcel (1 épisode)

## Voix francophones
Dans les années 1990, Wayne Knight est notamment doublé à deux reprises chacun par Marc Alfos dans Dead Again et Space Jam, ainsi que par Patrick Préjean dans  Jurassic Park et Prête à tout. Il est également doublé par Daniel Kenigsberg dans JFK, Michel Mella dans  Basic Instinct ou encore Pierre-François Pistorio dans La Treizième Dimension. Dans la série Seinfeld, il est successivement doublé par Roger Carel puis par Gérard Surugue.
Enfin, Paul Borne le double dans Troisième planète après le Soleil, puis le retrouve en 2008 dans Punisher : Zone de guerre.
Dans les années 2010, s'il est doublé à deux reprises par Jean-Luc Atlan dans Ave, César ! et New York, unité spéciale, il est doublé à titre exceptionnel par les acteurs suivants : Martial Le Minoux dans Hot in Cleveland, Philippe Siboulet dans la série télévisée Sirens, Patrice Dozier dans Unforgettable, Henri Carballido dans Narcos, Jérôme Wiggins dans Les Feux de l'amour, Marc Saez dans La Vérité sur l'affaire Harry Quebert, Gérard Sergue dans Darby and the Dead (en) et Guillaume Lebon dans Eux.